# Gino Borgatta
Gino Borgatta (Donnaz, 2 febbraio 1888 – Valmadonna, 6 novembre 1949) è stato un economista italiano.

## Biografia
Laureatosi in Giurisprudenza all'Università degli Studi di Torino con una tesi in economia politica, a soli 26 anni giunse alla libera docenza in Economia politica e da allora si dedicò esclusivamente all'insegnamento. In gioventù fu allievo di Luigi Einaudi e, in Svizzera, di Vilfredo Pareto.
Fu professore di politica commerciale  presso l'Istituto superiore di scienze economiche di Venezia (1915 - 1916), di economia politica presso l'Università degli Studi di Sassari (1916 - 1920), di politica e legislazione doganale presso l'Istituto superiore di scienze economiche di Torino (1920-1922), di scienza delle finanze presso l'Università di Pisa (1923-1927).
Nel 1927 iniziò l'insegnamento di scienza delle finanze e diritto finanziario all'Università commerciale Luigi Bocconi e all'Università statale di Milano ove restò fino alla morte.

## Opere
- Che cosa è e cosa costa il protezionismo in Italia (manualetto antiprotezionista), Firenze, La Voce, 1914;
- La nuova Irlanda. Prima traduzione italiana sull'ultima inglese con introduzione di Gino Borgatta sul problema della rinascenza irlandese e la nostra questione meridionale prefazione di Luigi Einaudi, Torino, 1914;
- Finanza (a cura di), Torino, UTET, 1934;
- La finanza della guerra e del dopoguerra, Alessandria, 1946;